# Rio Albioara
O Rio Albioara é um rio da Romênia afluente do rio Roşia, localizado no distrito de Bihor.